# Pozzolengo
Pozzolengo (Posolengh in dialetto bresciano, Posolengo in veneto) è un comune italiano di 3 574 abitanti della provincia di Brescia in Lombardia.

## Geografia fisica
È situato tra il lago di Garda e le sue colline moreniche, e si trova all'incrocio di tre province (Brescia, Mantova e Verona) e due regioni (la Lombardia e il Veneto).
Il territorio è collinare con abbondanza di acqua. È attraversato dal torrente Redone e sono presenti torbiere, dove si sviluppa la flora e la fauna tipica dei luoghi umidi, e pozzi che, soprattutto in passato, erano sparsi su tutto il territorio comunale. A tale proposito sembra che l'antico nome del comune ("Pocelengo") stesse ad indicare appunto "paese dei pozzi".

## Storia
Naturale e ultima balconata sulla distesa dell'ampia zona viticola del Lugana, il borgo fu abitato fin dalla preistoria.
Il paese fu teatro delle scorribande di Goti, Ungari, Unni e Avari, poi degli scontri fra guelfi e ghibellini, fino ai lanzichenecchi nel 1520, e al passaggio di Napoleone Bonaparte nel 1796.
Intorno all'anno mille fu costruito il castello, borgo fortificato sulla sommità del monte Fluno e nel 1510 fu edificata la chiesa parrocchiale che contiene al suo interno l'opera di Andrea Celesti Compianto sul Cristo, quella del Brusasorzi Ascensione di Cristo, la pala sull'altare maggiore con il Martirio di san Lorenzo di Gabriele Rottini e un organo Antegnati.
Nei resti dell'antica parrocchiale di San Lorenzo in Castro, accanto al castello, sono presenti lacerti di affreschi trecenteschi.
Nell'Ottocento il territorio di Pozzolengo fu teatro di battaglie risorgimentali che condussero all'indipendenza e all'unificazione d'Italia.

### Simboli
Lo stemma e il gonfalone sono stati concessi con DPR dell'11 gennaio 1980.
(D.P.R. dell'11 gennaio 1980)
Il gonfalone è un drappo troncato di rosso e di bianco.

## Monumenti e luoghi d'interesse
- Chiesa parrocchiale di S. Lorenzo Martire
- Castello
- Palazzo Gelmetti, sede municipale dagli inizi del Novecento
- Palazzo Piavoli
- Villa Albertini
- Palazzo Brighenti
- Cimitero monumentale, edificato nel 1881 ad opera di Giovanni Faini
- Torbiera Mantelli

## Società

### Evoluzione demografica
Abitanti censiti

## Cultura

### Cucina
- Salame Morenico di Pozzolengo, a cui è stata attribuita la DeCO
- Biscotto tradizionale di Pozzolengo, prodotto con la farina di farro
- Zafferano di Pozzolengo

## Geografia antropica

### Frazioni
Fanno parte del comune di Pozzolengo le seguenti località:
- Ballino
- Belvedere
- Bosco
- Ceresa
- Pirenei
- Ponte del Cantone
- Rondotto

## Infrastrutture e trasporti
In passato, Pozzolengo fu servita dalla vicina stazione di San Martino della Battaglia, sita nell'omonima frazione desenzanese. Quest'impianto, originariamente noto con il nome del Comune in oggetto, mutò denominazione nel 1880, a causa della fama resa a San Martino dalla battaglia per la guerra d'indipendenza italiana del 1859.
Il comune è servito dalla linea automobilistica interurbana Desenzano del Garda-Castellaro Lagusello/Monzambano, la quale permette il collegamento con la stazione ferroviaria desenzanese, ubicata sulla Milano-Venezia. La linea è esercita dal consorzio Trasporti Brescia Nord formato a sua volta da quattro imprese di trasporto pubblico: Brescia Trasporti, SIA Autoservizi, SAIA Trasporti e ATV (ex APTV).

## Amministrazione
| Periodo        | Periodo        | Primo cittadino | Partito             | Carica  | Note |
| -------------- | -------------- | --------------- | ------------------- | ------- | ---- |
| 2 giugno 1985  | 14 giugno 1999 | Gaetano Conti   | DC poi lista civica | Sindaco |      |
| 14 giugno 1999 | 8 giugno 2009  | Paolo Bellini   | lista civica        | Sindaco |      |
| 8 giugno 2009  | 26 maggio 2014 | Davide Vezzoli  | lista civica        | Sindaco |      |
| 26 maggio 2014 | 10 giugno 2024 | Paolo Bellini   | lista civica        | Sindaco |      |
| 10 giugno 2024 | in carica      | Alex Franzoni   | lista civica        | Sindaco |      |

## Sport

### Calcio
- ASD Polisportiva Pozzolengo, milita nel girone F lombardo di Terza Categoria.